# Comedia palatina
La comedia palatina es un subgénero teatral del Siglo de Oro español. Sus límites aparecen como poco precisos, pues puede predominar el tono cómico o el serio.
En el primer caso, sería el equivalente cortesano de la comedia de enredo, con la misma temática de amor y celos y el desenlace en bodas, aunque aquí los personajes pertenecen a la alta nobleza o la realeza y sus nombres son altisonantes (Rosaura, Violante, Arnesto...) A ello contribuye la lejanía espacial de la localización (países como Italia, Hungría o Polonia) y la ubicación cronológica en un tiempo pasado con algunos detalles históricos que no aparecen en la comedia de capa y espada. Suele también estar presente, como rasgo caracterizador, el amor entre personas de desigual condición social.
En algunas comedias, como El perro del hortelano o El vergonzoso en palacio, suele presentarse la situación de la dama noble enamorada de su secretario, miembro de un estamento social muy inferior, mientras en otras encontramos la situación opuesta, es decir, una dama de inferior condición enamorada de un superior en la escala social. Un ejemplo de esto es El celoso prudente de Tirso de Molina, cuya historia gira en torno al amor entre Lisena, dama pobre hija de un caballero, y Sigismundo, el primogénito del rey.  
A la comedia palatina cómica pertenecen El galán fantasma y El secreto a voces de Pedro Calderón de la Barca; El perro del hortelano de Lope de Vega; El palacio confuso de Antonio Mira de Amescua; El desdén, con el desdén de Agustín Moreto y El vergonzoso en palacio, de Tirso de Molina, donde se fijaron los códigos de este subgénero. También encontramos, de Tirso, Amor y celos hacen discretos, El celoso prudente, Quien calla otorga y El castigo del penseque. Según Edward M. Wilson y Duncan Moir El desdén, con el desdén, de Moreto, es «la mejor de todas las comedias españolas de este género».
En el segundo caso, la comedia palatina seria, trata temas como el honor y la amistad, incluso con presencia también de enredos, disfraces y equívocos, con frecuencia aderezados con asuntos políticos y de privanza. En estas comedias se tiende a respetar las unidades de lugar y tiempo en sentido amplio (barroco y no clasicista) y la unidad de lugar suele ceñirse a los contornos de ducado o condado, aunque dominan los escenarios interiores o anejos, como el jardín. La unidad de tiempo oscila entre tres y diez días, sin ser raros los saltos cronológicos de varios años. Al género de la comedia palatina seria pertenecen piezas como El alcalde de sí mismo y Afectos de odio y amor de Calderón de la Barca; La adúltera virtuosa, de Antonio Mira de Amescua; Peligrar en los remedios y Los bandos de Verona, de Francisco Rojas Zorrilla (versión del mito de Romeo y Julieta).